# Nacław (Polanów)
Nacław (deutsch Natzlaff) ist ein Dorf in der Woiwodschaft Westpommern in Polen. Es gehört zur Gmina Polanów (Gemeinde Pollnow) im Powiat Koszaliński (Kösliner Kreis).

## Geografische Lage
Nacław liegt an der Woiwodschaftsstraße 206 Koszalin (Köslin) – Polanów – Miastko (Rummelsburg). Bis zur Kreisstadt Koszalin sind es 26 Kilometer, bis nach Polanów lediglich neun Kilometer. Bis 1945 war der Ort Natzlaff als eigene Station an das Kleinbahnnetz der Köslin–Belgarder Bahnen bzw. der Schlawer Bahnen an der Strecke Köslin – Manow (Manowo) – Pollnow angeschlossen.
Nacław ist von acht Nachbardörfern umgeben: im Westen und Norden Kościernica (Kösternitz), im Osten Krytno (Kritten), Bukowo (Buckow, bis 1937 Wendisch Buckow), Świerczyna (Schwarzin) und Jacinki (Jatzingen), im Süden Dadzewo (Datzow), Garbno (Gerbin) und Rekowo (Reckow).
Das flachwellige Gelände, auf dem das Straßendorf Nacław liegt, steigt nach Osten bis auf 127 Meter über NN. an. An der Nordgrenze befinden sich zwei Schluchten, die von den eiszeitlichen Schmelzwässern von den früher sogenannten Buckower Höhen ausgewaschen wurden.

## Ortsname
Die Ortsbezeichnung ist wohl wendischen Ursprungs und dürfte vom slawischen Eigennamen Naceslaw abgeleitet sein, was so viel wie „im Ruhm Anfangender“ bedeutet.

## Geschichte
Im Jahre 1472 schloss Herzog Erich II. mit Peter von Glasenapp einen Vertrag, der den Tausch von fünf Gütern gegen Schloss, Stadt und Land Pollnow (heute polnisch: Polanów) regelt. Zum Land Pollnow gehörten die Dörfer Natzlaff, Gerbin (Garbno), Rotzog (Rosocha), Datzow (Dadzewo) und Jatzingen (Jacinki).
Zweihundert Jahre später ließ ein anderer Peter von Glasenapp auf Schloss Pollnow ein Buch anlegen, in dem die damaligen Verhältnisse dargestellt waren. Über Natzlaff wurde mitgeteilt, dass hier 17 Bauern leben.
Bereits 1560 hatte Antonius von Glasenapp in Natzlaff eine Mühle angelegt, über die es mit denen von Ramel in Kösternitz (Kościernica) zum Streit kam, der zugunsten der von Glasenapp ausging. 1768/70 verkaufte Franz von Glasenapp den Besitz an Major Bogilaw Lorenz von Lettow, dessen Familie ihn an die von Blumenthal in Varzin (Warcino) weitergibt.
Im Jahre 1784 bestand der Rittersitz Natzlaff aus: 2 Vorwerken, 1 Wassermühle, 8 Bauern, 1 Schmiede, sowie Holzrechten an den umliegenden Forsten.
1835 kam das Gut Natzlaff in den Besitz der Freiherrn von Senden aufgrund der Heirat des späteren Kösliner Regierungspräsidenten Carl von Senden mit Nanny Luitgarde Constantine von Blumenthal. Letzter Eigentümer vor 1945 war Generalmajor Carl Otto von Senden.
Im Jahre 1818 lebten in Natzlaff 144 Menschen, die Einwohnerzahl stieg 1895 auf 474, betrug 1925 noch 471, sank dann aber bis 1939 auf 358. Heute zählt Nacław 570 Einwohner.
Am 27. Februar 1945 wurde der Ort von Truppen der Roten Armee besetzt. Die sowjetische Kommandantur regelte die Bewirtschaftung des Gutes, die nach zwei Jahren von Polen übernommen wurde. Viele Deutsche blieben im Dorf, die letzten konnten dann 1958 ihre Heimat verlassen. Infolge des Zweiten Weltkrieges wurde Natzlaff unter der Bezeichnung Nacław mit seinen Ortschaften Alte Schneidemühle (heute polnisch: Kłoda) und Nadebahr (Nadbór) ein Teil der Stadt- und Landgemeinde Polanów im Powiat Koszaliński der Woiwodschaft Westpommern (bis 1998 Woiwodschaft Köslin). Postalisch bildet der Ort mit der Postleitzahl 76-006 einen eigenen Bezirk.

## Amtsbezirk Natzlaff
Vor 1945 bildete Natzlaff mit Gerbin (heute polnisch: Garbno) und Rotzog (heute polnisch: Rosocha) den Amtsbezirk Natzlaff im Landkreis Schlawe i. Pom. (Sławno) im Regierungsbezirk Köslin der preußischen Provinz Pommern.

## Standesamt Natzlaff
Die gleichen Gemeinden (bis auf Rotzog) bildeten bis 1945 einen eigenen Standesamtsbezirk Natzlaff. Erhaltene Standesamtsunterlagen aus der Zeit vor 1945 werden heute im Standesamt Polanów (Pollnow) bzw. im Staatsarchiv Koszalin (Köslin) aufbewahrt.

## Schloss Natzlaff

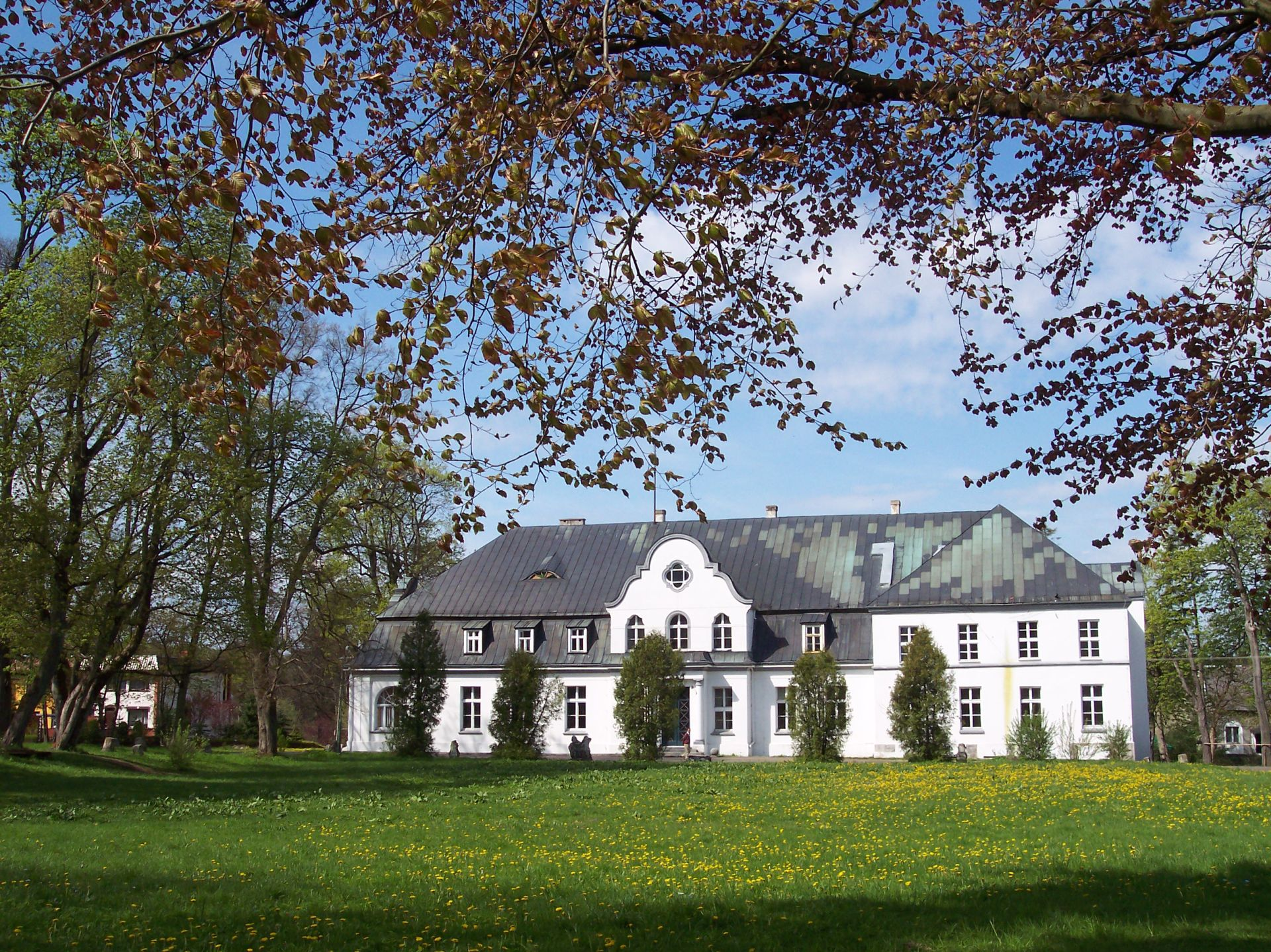
Schloss Natzlaff

Das Schloss Natzlaff ist ein eingeschossiger, walmgedeckter Bau aus dem 18. Jahrhundert.

## Kirche
Die Natzlaffer Einwohner gehörten vor 1945 überwiegend zur evangelischen Kirche. Im Dorf selbst stand kein Gotteshaus, Kirchdorf war vielmehr das drei Kilometer südlich gelegene Gerbin (heute polnisch: Garbno), das eine selbständige Kirchengemeinde bildete, als solche jedoch Filialgemeinde im Kirchspiel Pollnow (Polanów) war, in das neben Pollnow auch die Dörfer Hildegardshöhe (Łokwica), Jatzingen (Jacinki), Rotzog (Rosocha), Schwarzin (Świerczyna), Sellberg (Stary Żelibórz), Vellin (Wielin) und Zetthun (Cetuń) eingegliedert waren.
Das Kirchspiel Pollnow gehörte zum Kirchenkreis Schlawe (Sławno) in der Kirchenprovinz Pommern der Kirche der Altpreußischen Union. Das Kirchenpatronat hatte zuletzt der Gutsbesitzer Generalmajor Carl Otto Freiherr von Senden inne. Letzter deutscher Geistliche waren die Pollnower Pfarrer Johannes Krinke und Max Eichler. Zwischen 1945 und 1958 übernahm die Lektorin Elfriede Lange vor Ort die kirchliche Betreuung der evangelischen deutschen Einwohner. Noch erhaltene Kirchenbücher werden im Landesarchiv in Greifswald aufbewahrt.
Heute sind die Bewohner von Nacław fast ausnahmslos römisch-katholischer Konfession. Das Dorf ist jetzt Filialgemeinde in der Parafia Szczeglino (Steglin) im Dekanat Polanów (Pollnow) im Bistum Koszalin-Kołobrzeg (Köslin-Kolberg) der Katholischen Kirche in Polen. Heute hat das Dorf ein eigenes Gotteshaus, das auf den Namen Miłosierdzia Bozego (Barmherzigkeit Gottes) geweiht ist. Derzeitiger Geistlicher ist Pfarrer Waldemar Składowski in Szczeglino.
Die heute hier lebenden evangelischen Einwohner sind in die Parafia Koszalin (Köslin) in der Diözese Pommern-Großpolen der Evangelisch-Augsburgischen Kirche in Polen eingegliedert.

## Schule
Die Volksschule Natzlaff war ein Ziegelbau und stand an der Straße nach Neu Zowen (polnisch: Sowinko). 1950 wurde für die noch in Nacław verbliebenen Deutschen eine eigene Schule eröffnet, deren Lehrer Hiller und Schwertfeger bis 1958 tätig waren.